# Eduard Cortés
Eduard Cortés (Barcelona, 1959) és un director i guionista català de televisió i de cinema, nominat al premi Goya en dues ocasions.
Ha dirigit els llargmetratges La vida de nadie, Otros días vendrán i Ingrid, el reconegut treball televisiu El pallasso i el Führer, pel qual obtingué el 2009 el Premi Gaudí a la millor pel·lícula per a televisió, i també les sèries de televisió Oh! Europa, Sitges, La memòria dels Cargols, Psico express i Les veus del Pamano, entre d'altres.
L'octubre de 2024 va ser acusat d'assetjament sexual en línia per la directora i fotògrafa Silvia Grav al seu compte d'Instagram, publicació que va recollir 25 testimonis similars més.

## Carrera professional
Eduard Cortés va deixar de banda els seus estudis d'Història de l'Art per tal de dedicar-se al món de la imatge, filmant curtmetratges en súper 8 i col·laborant en els suplements dominicals d'El Periódico de Catalunya i El País. L'any 1984 comença a treballar a Televisió de Catalunya com a realitzador de programes musicals i juvenils, època durant la qual també dirigeix diversos videoclips d'artistes, com Loquillo.
El 1991 comença a dirigir sèries de televisió i espais dramàtics (les obres de Dagoll Dagom Mar i cel i Flor de nit), fins que l'any 2000 dirigeix La caverna, el seu primer telefilm, i el 2002 fa el seu debut a la pantalla gran amb La vida de nadie, pel·lícula guanyadora de diversos premis.
El 2003 va estar nominat als Premis Goya en la categoria de millor director per aquest film, i tres anys més tard ho va estar pel guió de Otros días vendrán, el seu segon llargmetratge.
Cortés ha seguit dirigint sèries i telefilms, i el 2009 es va estrenar la seva tercera pel·lícula, Ingrid.

## Filmografia
| Any       | Títol                                       | Com      | Com       | Notes                            |
| Any       | Títol                                       | Director | Guionista | Notes                            |
| --------- | ------------------------------------------- | -------- | --------- | -------------------------------- |
| 1986      | Botó fluix                                  | Sí       |           | Programa de televisió            |
| 1989      | "¡A por ellos...! que son pocos y cobardes" | Sí       |           | Videoclip de Loquillo            |
| 1990      | Matraca no!                                 | Sí       |           | Programa de televisió, 1 episodi |
| 1992      | Allò que tal vegada s'esdevingué            | Sí       |           | Telefilm                         |
| 1992-1993 | Quico, el progre                            | Sí       |           | Sèrie de televisió               |
| 1994      | Oh! Europa                                  | Sí       |           | Sèrie de televisió               |
| 1995      | Secrets de família                          | Sí       |           | Sèrie de televisió, 1 episodi    |
| 1996      | Sitges                                      | Sí       | Sí        | Sèrie de televisió               |
| 1999      | La memòria dels Cargols                     | Sí       | Sí        | Sèrie de televisió               |
| 2000      | La caverna                                  | Sí       | Sí        | Telefilm                         |
| 2002      | Psico express                               | Sí       | Sí        | Sèrie de televisió               |
| 2002      | La vida de nadie                            | Sí       | Sí        | Pel·lícula                       |
| 2003      | Mònica                                      | Sí       |           | Telefilm                         |
| 2003      | L'orquestra de les estrelles                | Sí       | Sí        | Telefilm                         |
| 2003      | Carta mortal                                | Sí       |           | Telefilm                         |
| 2005      | Otros días vendrán                          | Sí       | Sí        | Pel·lícula                       |
| 2007      | El pallasso i el Führer                     | Sí       | Sí        | Telefilm                         |
| 2009      | Ingrid                                      | Sí       | Sí        | Pel·lícula                       |
| 2009      | Les veus del Pamano                         |          | Sí        | Sèrie de televisió               |
| 2009-2010 | Hay alguien ahí                             | Sí       |           | Sèrie de televisió               |
| 2010      | Ángel o demonio                             | Sí       |           | Sèrie de televisió               |
| 2012      | ¡Atraco!                                    |          |           |                                  |
| 2012      | The Pelayos                                 |          |           |                                  |
| 2015-2018 | Merlí                                       | Sí       |           | Sèrie de televisió               |
| 2015      | Al costat de casa (Cerca de tu casa)        | Sí       | Sí        | Pel·lícula                       |
| 2020-2021 | Dime quién soy                              |          |           |                                  |
| 2021      | Moebius                                     |          |           |                                  |
| 2022      | La última                                   |          |           |                                  |
| 2024      | Ni una más                                  |          |           |                                  |

## Guardons
Eduard Cortés ha estat nominat als següents premis:
- 2002: Espiga d'Or al Festival Internacional de Cinema de Valladolid per La vida de nadie
- 2003: Butaca a la millor pel·lícula catalana per La vida de nadie
- 2003: Goya al millor director per La vida de nadie
- 2006: Goya al millor guió original per Otros días vendrán
- 2009: Millor pel·lícula al Festival Internacional de Cinema de Catalunya per Ingrid